# 浦西公寓
浦西公寓，舊名披亞斯公寓，是上海市的一座歷史建築，位於蟠龙街26号、乍浦路199—215号、塘沽路411—429号，修建於1931年。這座建築外觀為折衷主義風格，与小浦西公寓有姐妹楼之称。在竣工時有7層，1977年加蓋至9層。披亞斯公寓最初是一座外國人專用公寓，其中有不少居民是日本人，有「鴉片王」之稱的里見甫就在此居住。日本海軍武官室也曾位於這裡。現在該建築仍然作為住宅使用。浦西公寓被列入上海市第四批優秀歷史建築名單。